# 莫斯科都市圈

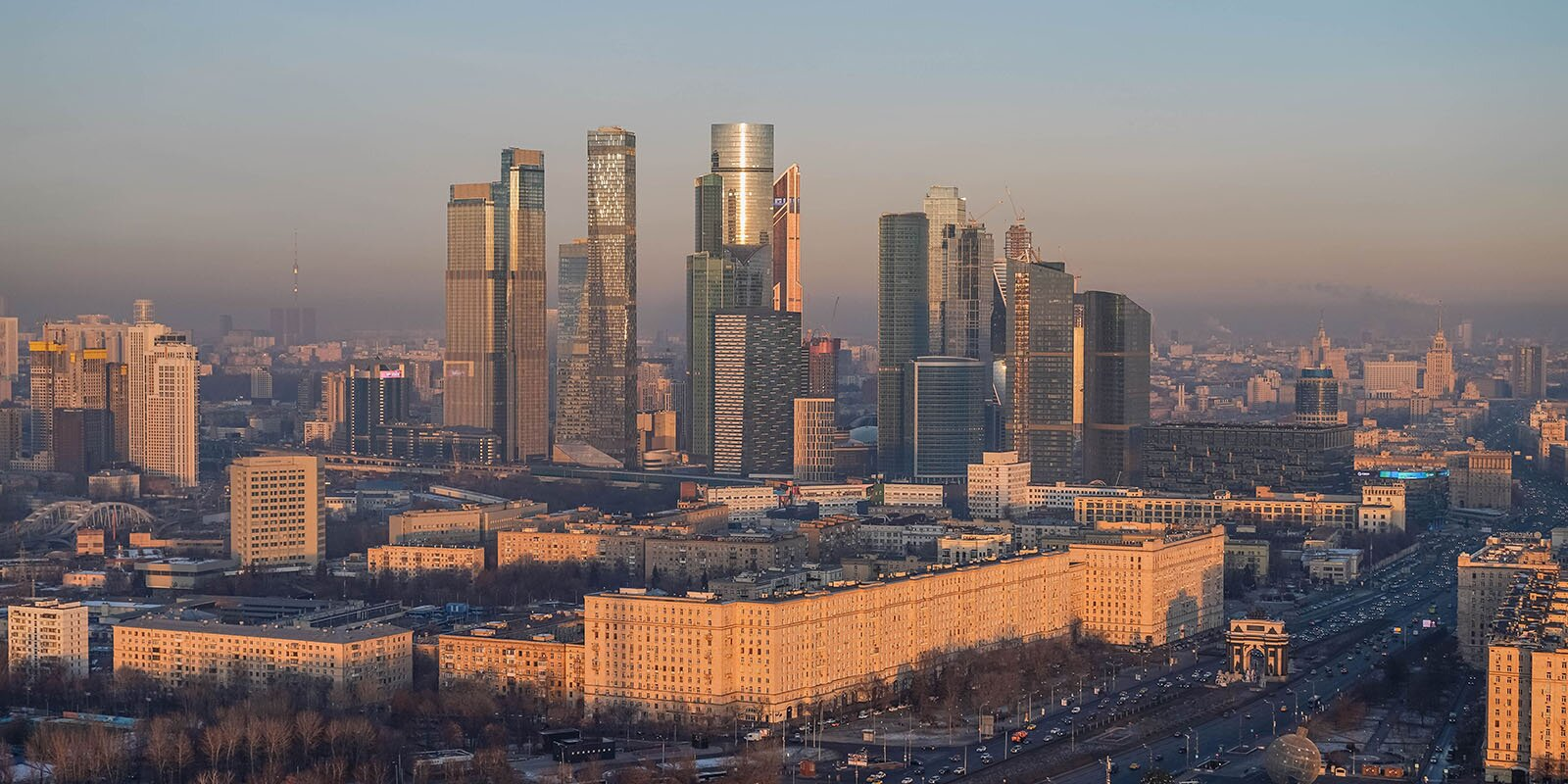
莫斯科国际商业中心

莫斯科都市圈是俄罗斯的都市圈，涵盖该国首都莫斯科、莫斯科州大部分地区及上述两地的周边地区。为欧洲最大的都市圈之一，2019年人口约为14,700,000。